# 玉津橋
玉津橋（たまつばし）は、大阪市の平野川に架かる道路橋。 東成区の旧暗越奈良街道の道筋に架かっている。土木学会の浪速の名橋50選に選定されている。

## 歴史・概要
1735年（享保二十年）の摂津史に橋の名が記されていることから、江戸時代初期には既に架けられていたとされる。「玉津」とは、玉造の港という意味で、付近に船着場があったことが名称の由来であるといわれている。江戸時代には平野川、猫間川の水運が盛んで、周辺は街道と交わる交通の要所として賑わっていた。
大正時代の頃の橋の構造は、橋板に丸太を並べてその上に粘土を敷き詰めた土橋で、鉄製の欄干が配置されていた。1968年（昭和43年）に架け替えられた際には橋の構造高を低くするためにプレビーム桁が日本で初めて採用された。
現在の橋は1986年（昭和61年）に架け替えられたもので、「増修改正摂州大坂地図」を銅板にエッチング複写した6枚のパネルが欄干に取り付けられ、歩道部には石畳風の敷石が敷かれている。